# Pentridge
Pentridge är en by i civil parish Sixpenny Handley and Pentridge, i kommunen Dorset, i Storbritannien. Den ligger i grevskapet Dorset och riksdelen England, i den södra delen av landet, 140 km väster om huvudstaden London. Pentridge var en civil parish fram till 2015 när blev den en del av Sixpenny Handley & Pentridge. Civil parish hade 215 invånare år 2001. Byn nämndes i Domedagsboken (Domesday Book) år 1086, och kallades då Pentric.